# Rituel des classes d'âge de Louvain
Le rituel des classes d’âge de Louvain est une tradition des hommes de la région de Louvain nés la même année. Ils participent ensemble à toutes sortes d'activités entre leurs quarante et cinquante ans. Le rituel atteint son point culminant à cinquante ans, le jour de la Saint-Abraham, avec une célébration sur la place centrale de Louvain, autour de la statue du prophète Abraham. Cette tradition remonte à 1890, avec les hommes nés en 1840. En 2011, la 134e classe d’âge perpétuait la tradition avec les hommes nés en 1972.
« Le répertoire du rituel des classes d’âge de Louvain » a été inscrit en 2011 par l'UNESCO sur
la liste représentative du patrimoine culturel immatériel de l'humanité.